# Sugediesel
Ved sugediesel forstås en dieselmotor, som ikke er udstyret med trykladning i form af enten turbolader eller kompressor, men hvor indsugningsluften derimod suges ind i cylindrene gennem det ved stemplernes bevægelse dannede undertryk gennem den åbnede indsugningsventil (sugemotor).
På grund af den mindre avancerede teknik og den manglende trykladning er sådanne motorer billigere, mere vedligeholdelsesvenlige og ved fejlsøgning mere overskuelige end turbodieselmotorer. Derfor har en sådan motor ved samme slagvolume betydeligt lavere effekt og drejningsmoment, hvilket gør bilen længere tid om at accelerere og reducerer dens tophastighed. Til gengæld har sådanne motorer en lavere fejlprocent samt en længere levetid. Ved lave omdrejningstal afgiver motoren mere effekt, da den ikke rammes af såkaldt "turbotøven".
Volkswagen var den eneste fabrikant, som lavede sugedieselmotorer med direkte indsprøjtning til personbiler (SDI = Suction Diesel Injection) frem til september 2010; Volkswagen Caddy var den sidste bilmodel med denne type motor.